# Bârlad (rzeka)
Bârlad – rzeka we wschodniej Rumunii o długości 289 km oraz powierzchni dorzecza 7330 km².
Główne miasto nad rzeką to Bârlad.